# Glansmalva
Glansmalva (Anoda cristata) är en malvaväxtart som först beskrevs av Carl von Linné, och fick sitt nu gällande namn av Diederich Franz Leonhard von Schlechtendal. Enligt Catalogue of Life ingår Glansmalva i släktet glansmalvor och familjen malvaväxter, men enligt Dyntaxa är tillhörigheten istället släktet glansmalvor och familjen malvaväxter. Arten förekommer tillfälligt i Sverige, men reproducerar sig inte. Inga underarter finns listade i Catalogue of Life.

## Bildgalleri

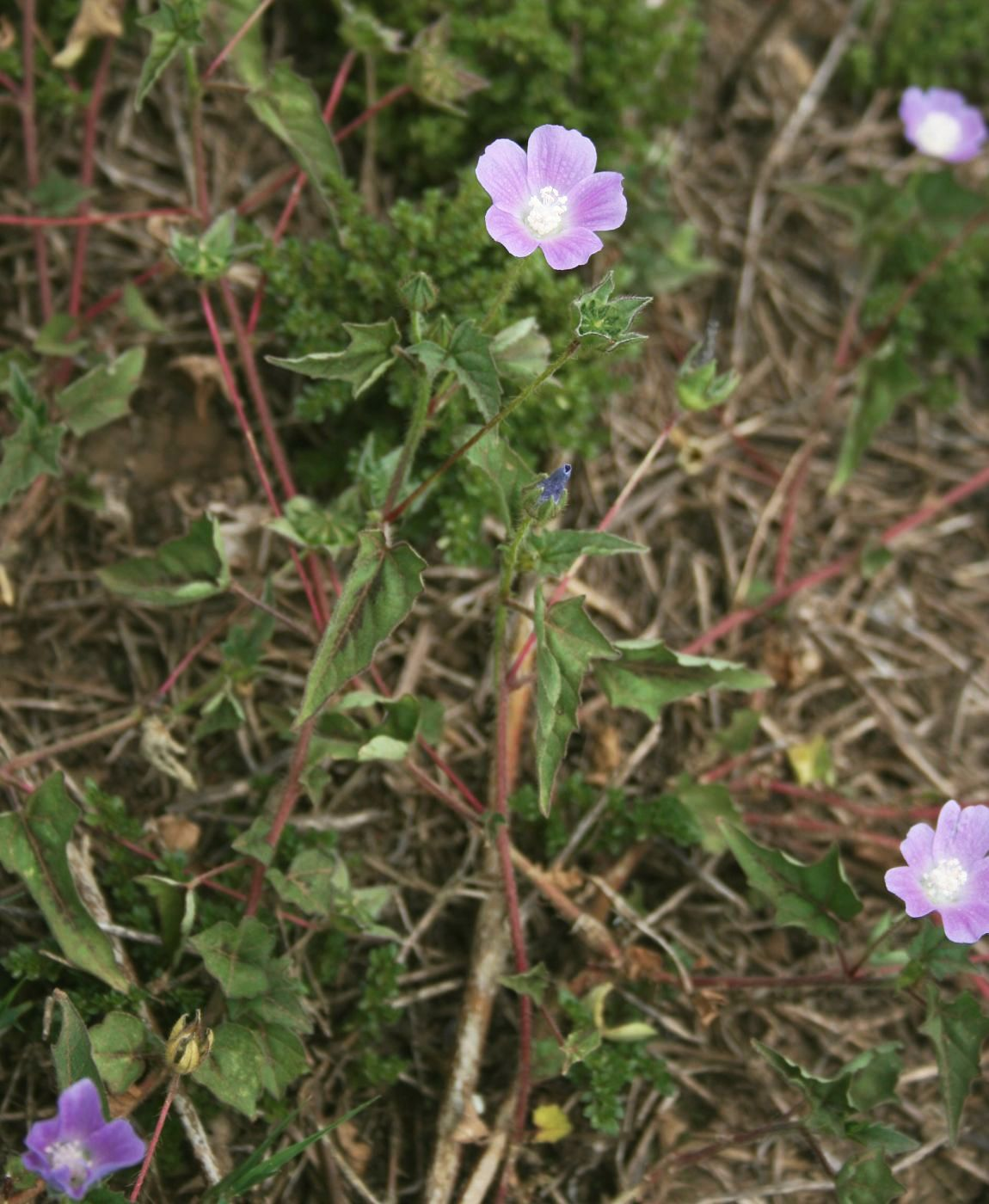
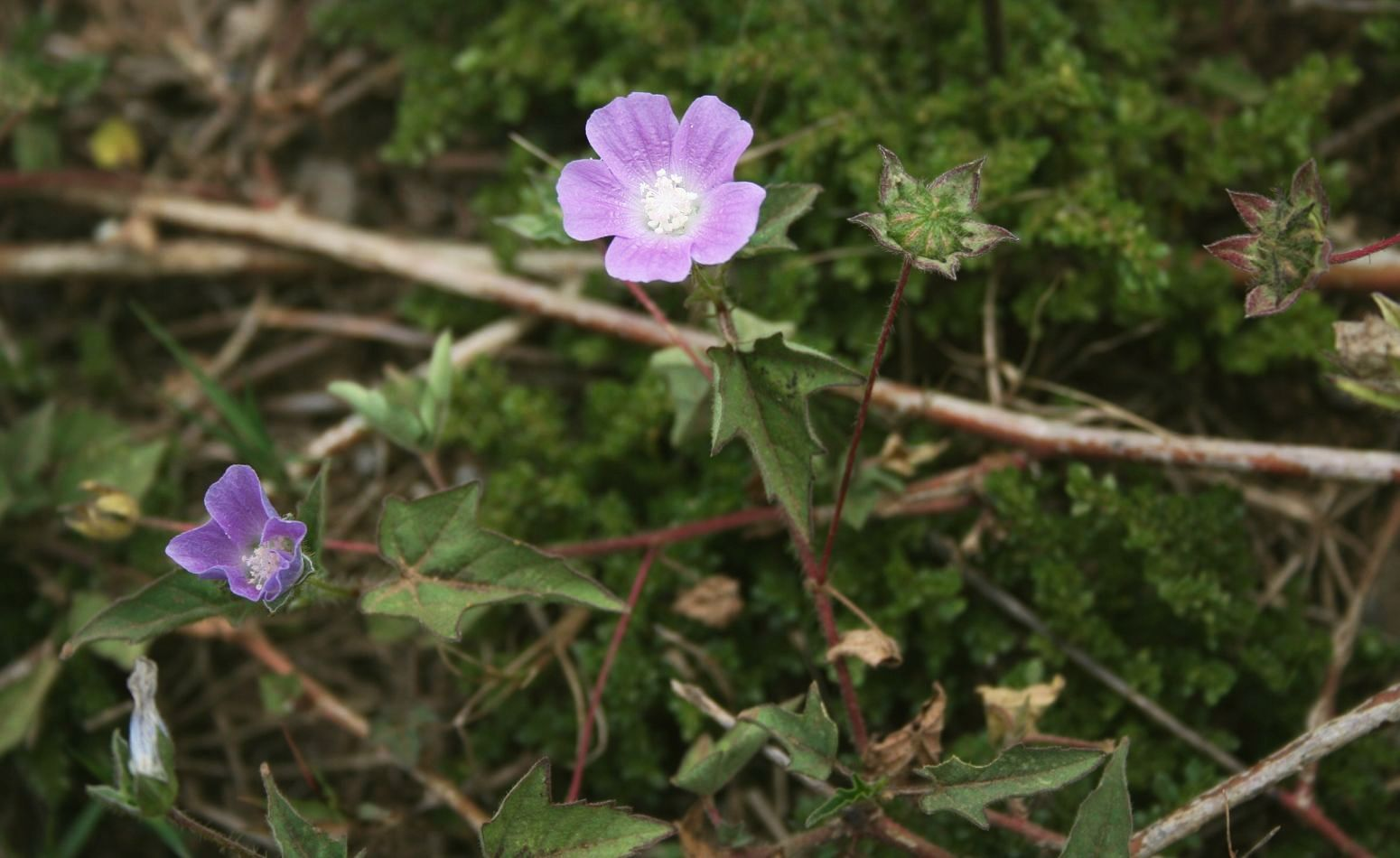
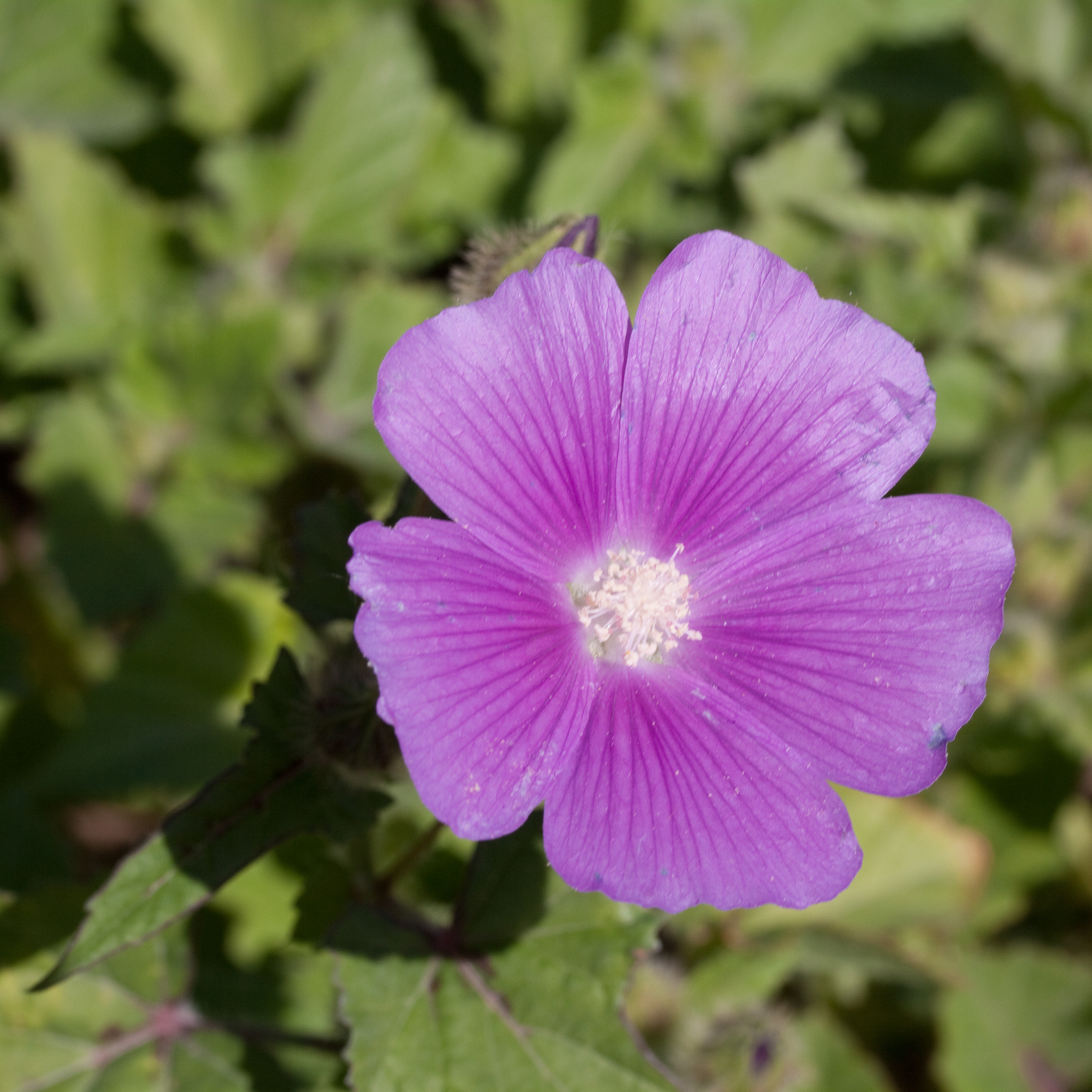
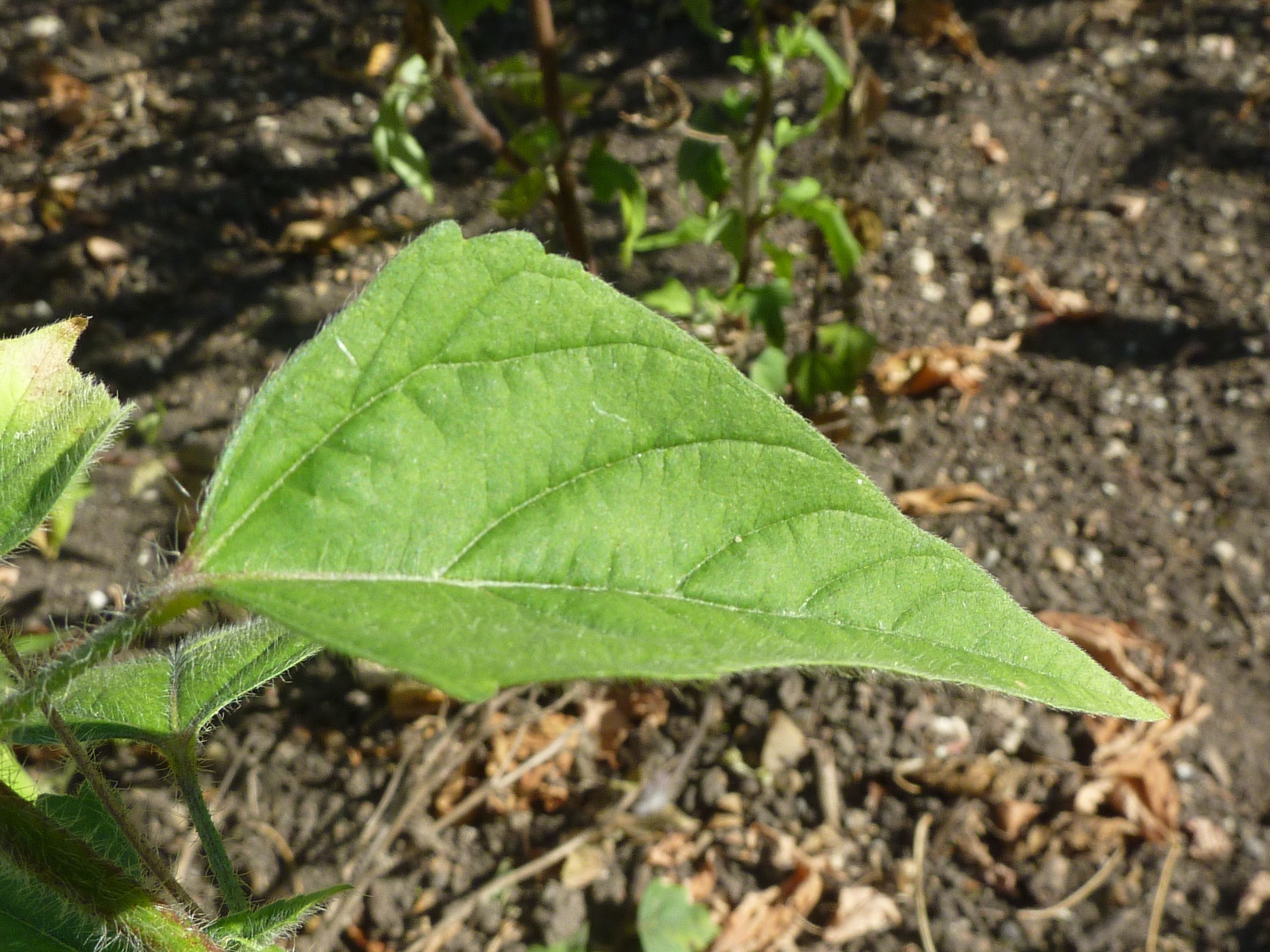
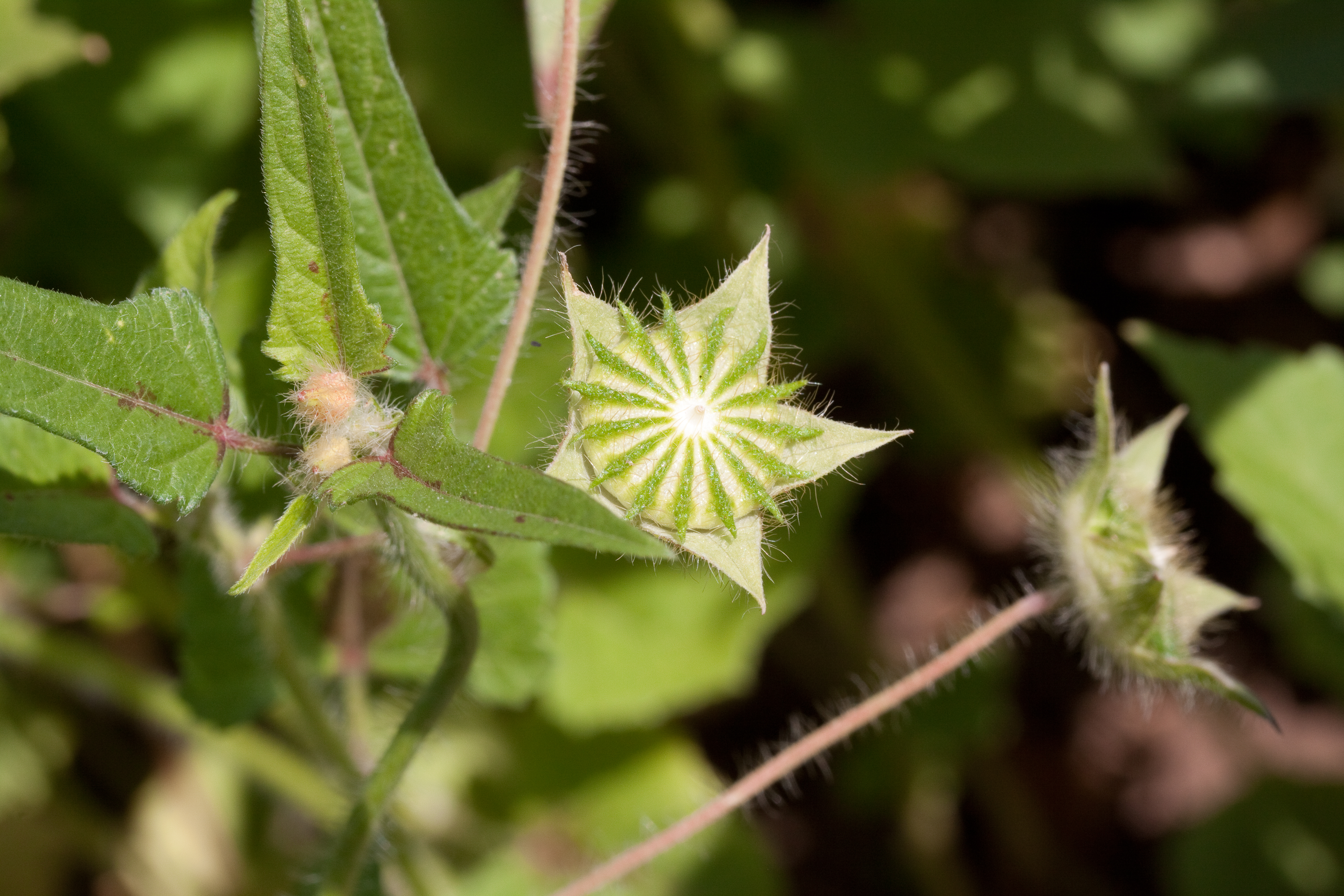
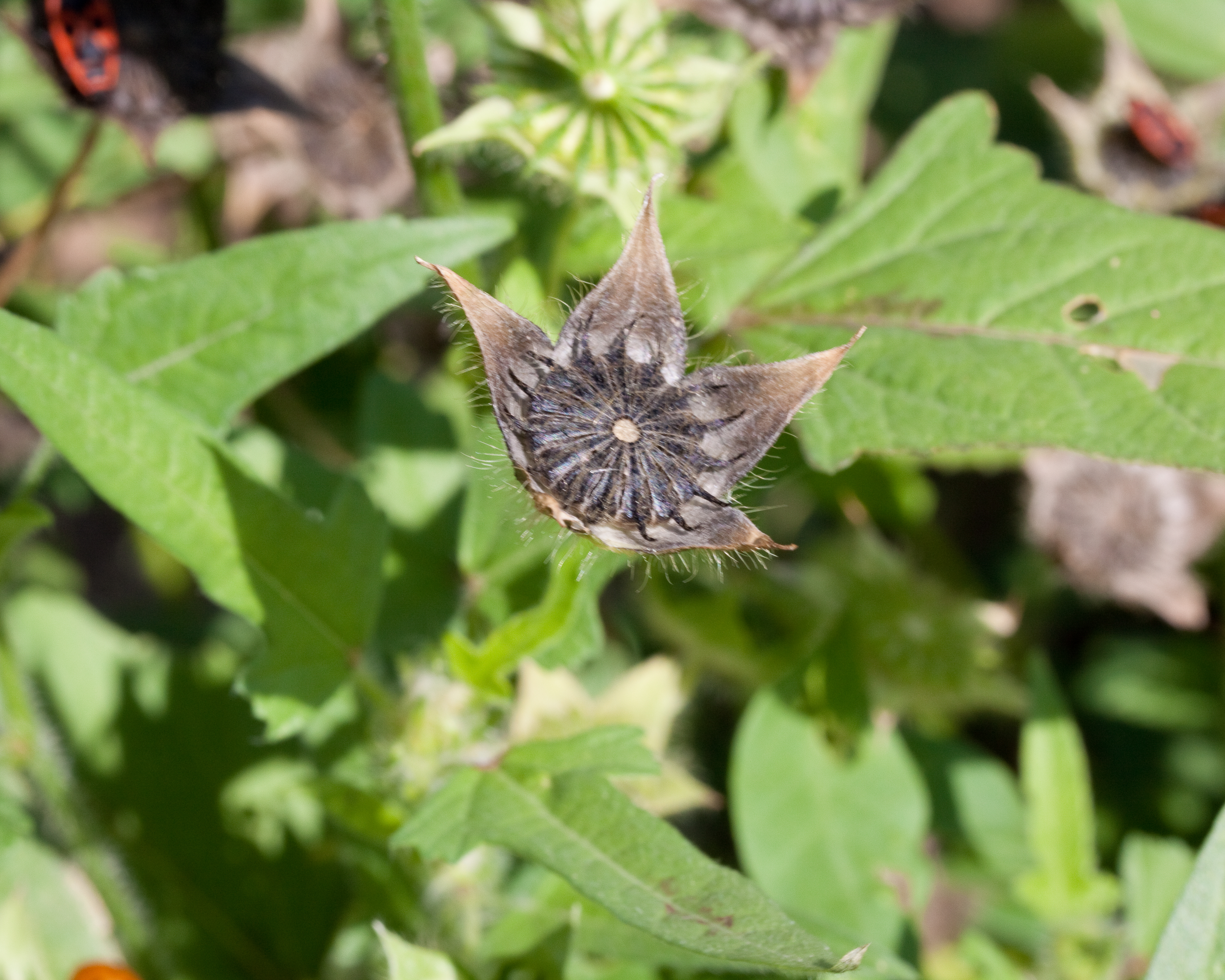
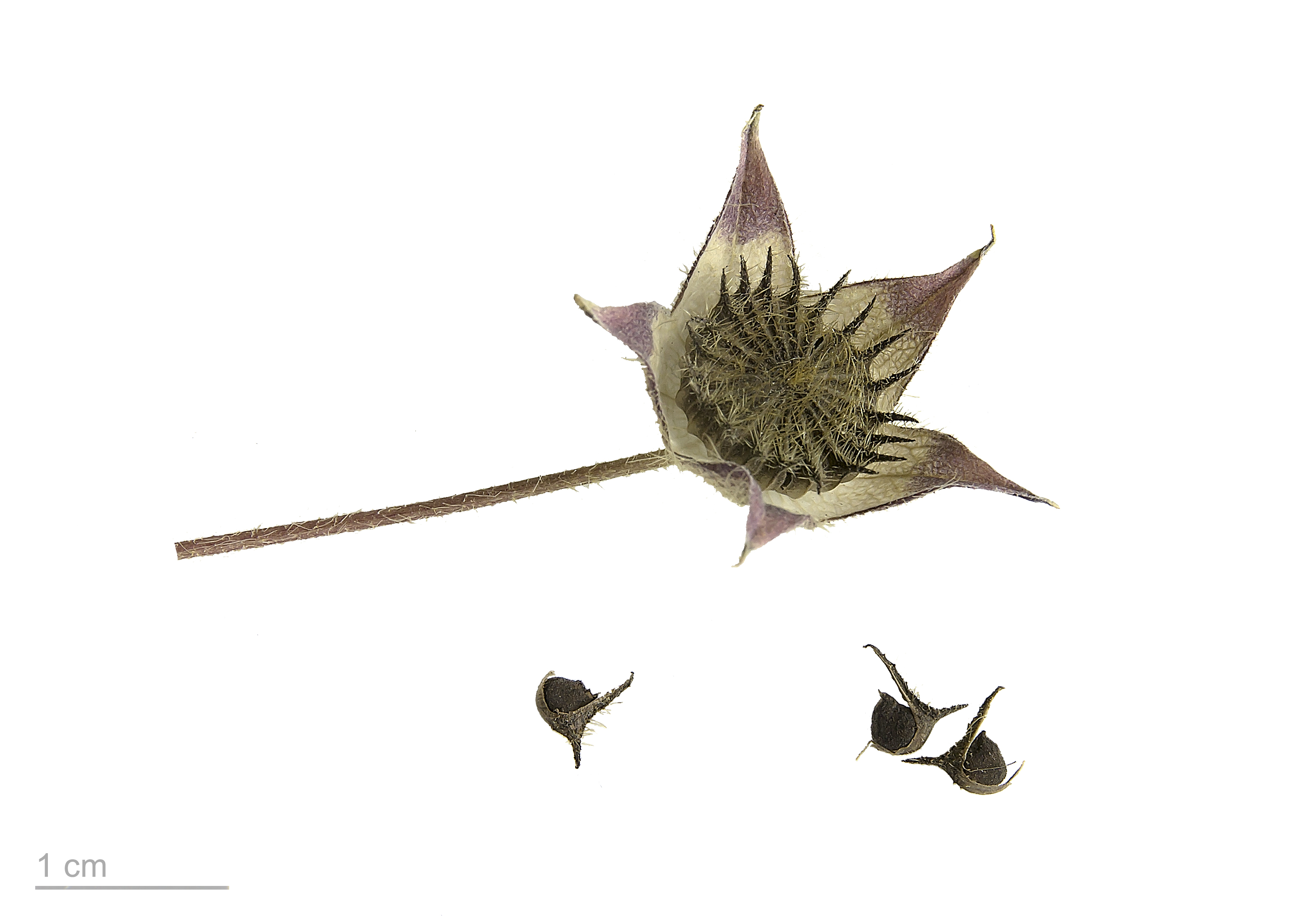
Anoda cristata - Museum specimen